# Ferriperbøeïta-(La)
La ferriperbøeïta-(La) és un mineral de la classe dels silicats que pertany al grup de la gatelita. Anomenada d'acord amb l'esquema de nomenclatura del grup de la gatelita com a anàleg de lantani de la ferriperbøeïta-(Ce).

## Característiques
La ferriperbøeïta-(La) és un silicat de fórmula química CaLa₃(Fe3+Al₂Fe2+)[Si₂O₇][SiO₄]₃O(OH)₂. Va ser aprovada com a espècie vàlida per l'Associació Mineralògica Internacional l'any 2018, sent publicada per primera vegada el 2020. Cristal·litza en el sistema monoclínic. La seva duresa a l'escala de Mohs és 6.
L'exemplar que va servir per a determinar l'espècie, el que es coneix com a material tipus, es troba conservat a les col·leccions del Museu Mineralògic Fersmann, de l'Acadèmia de Ciències de Rússia, a Moscou (Rússia), amb el número de registre: 5253/1.

## Formació i jaciments
Va ser descoberta a Mochalin Log, a la localitat de Kixtim (óblast de Txeliàbinsk, Rússia), on es troba en concrecions en forma de grans anèdrics aïllats de fins a 0,3 mm i agregats granulats de fins a 1,5 - 0,5 mm. Es tracta de l'únic indret de tot el planeta on ha estat descrita aquesta espècie mineral.